# Demétrius
Demétrius, nome artístico de Demétrio Zahra Netto (Rio de Janeiro, 28 de março de 1942 – São Paulo, 11 de março de 2019), foi um cantor e compositor brasileiro.

## Biografia
Começou sua carreira em 1959, gravando 'Hold me so tight' (Hamilton di Giorgio) e  'Young and in love' (Jimmy Graig), um extended-play / 78 rpm para a Young - O disco da Juventude, produzidas pelo DJ Miguel Vaccaro Netto. Demétrius fez sucesso em 1961, cantando  'Corina, Corina' (Ray Peterson) em português. Logo em seguida lançou 'Rock do Saci', de Baby Santiago, considerado o primeiro rock genuinamente brasileiro.
Em 1964, estourou com 'O ritmo da chuva', versão de Rhythm of the Rain do grupo vocal The Cascades. Em 1965, juntou-se aos jovens cariocas que comandavam o programa Jovem Guarda na TV Record de São Paulo. 
Tornou-se um dos mais prestigiados ídolos do público jovem e vendeu milhares de cópias e se apresentou nos principais palcos brasileiros. Ganhou prêmios como o troféu Chico Viola e vários Globos de Ouro e foi presença constante nos principais programas de televisão e revistas da época. Retomou sua carreira após vinte anos longe dos palcos, relembrando seus antigos sucessos, e havia sido, nos últimos anos, dono de uma imobiliária, de uma loja de barcos e até de um quiosque na praia.

## Morte
Morreu em 10 de março de 2019 em São Paulo, aos 76 anos, devido a uma parada cardíaca.

## Discografia
- 1962 - Demetrius Canta… Com Amor e Mocidade (Continental)
- 1963 - Ídolo da Juventude (Continental)
- 1964 - O Ritmo da Chuva (Continental)
- 1965 - Demetrius (Continental)
- 1967 - O Ídolo que Volta (Continental)
- 1968 - Demetrius (Continental)
- 1973 - Encontro (RCA)
- 1976 - O Ritmo da Chuva (Continental)
- 1988 - Demetrius / Coletânea (Phonodisc)
- 1995 - Demetrius / Coletânea (Phonodisc)
- 1999 - Demetrius (Zan Bradisc)
- 2000 - Demetrius / Coletânea (BMG Brasil)
- 2001 - Demetrius / Coletânea (Continental)